# Rodinný dům Dr. J. Žižky
Rodinný dům Dr. J. Žižky je rodinná vila v Újezdě nad Lesy v Praze 9 v ulici Starokolínská. Od 2. dubna 1992 je chráněna jako nemovitá kulturní památka České republiky.

## Historie
Dům ve stylu anglických vil navrhl architekt Otakar Novotný pro pražského zubního lékaře Dr. Jana Žižku v roce 1904. Stavba byla dokončena v roce 1906.
Při rekonstrukci roku 1997 byla částečně změněna dispozice, vyměněna krytina z bobrovek, podlahy, některé dveře a okna a byla překryla původní barevnost temně hnědými nátěry.

## Popis
Jednopodlažní vila vykazující vliv anglické vilové architektury má obytné podkroví. Na jejích fasádách i v interieru jsou uplatněny dřevěné, původně mořené a dobarvované prvky. Fasáda z  jemnozrnných a hrubozrnných omítek využívá sgrafitové dekorace. V interieru má dům dochované dřevěné schodiště a vestavěnou skříň.